# Plusiocampa
Plusiocampa és un gènere de diplurs de la família Campodeidae. Hi ha almenys 54 espècies descrites en Plusiocampa.

## Taxonomia
- Plusiocampa affinis Conde, 1947 g
- Plusiocampa alhamae Conde & Sandra, 1989 g
- Plusiocampa balsani Condé, 1947 g
- Plusiocampa bonadonai Condé, 1948 g
- Plusiocampa boneti (Wygodzinsky, 1944) i c g
- Plusiocampa breuili Conde, 1955 g
- Plusiocampa bulgarica Silvestri, 1931 g
- Plusiocampa bureschi Silvestri, 1931 g
- Plusiocampa caprai Conde, 1950 g
- Plusiocampa christiani Conde & Bareth, 1996 g
- Plusiocampa corcyraea Silvestri, 1912 g
- Plusiocampa dallaii Bareth & Conde, 1984 g
- Plusiocampa dalmatica Conde, 1959 g
- Plusiocampa dargilani (Moniez, 1894) g
- Plusiocampa denisi Conde, 1947 g
- Plusiocampa dobati Conde, 1993 g
- Plusiocampa dolichopoda Bareth & Conde, 1984 g
- Plusiocampa elongata Ionescu, 1955 g
- Plusiocampa euxina Conde, 1996 g
- Plusiocampa evallonychia Silvestri, 1949 g
- Plusiocampa exsulans Conde, 1947 g
- Plusiocampa fagei Conde, 1954 g
- Plusiocampa festai Silvestri, 1932 g
- Plusiocampa friulensis Bareth & Conde, 1984 g
- Plusiocampa glabra Conde, 1984 g
- Plusiocampa grandii Silvestri, 1933 g
- Plusiocampa humicola Ionescu, 1951 g
- Plusiocampa hystricula Bareth & Conde, 1984 g
- Plusiocampa isterina Conde, 1996 g
- Plusiocampa kashiensis Chou & Tong, 1980 g
- Plusiocampa lagari Sendra & Conde, 1987 g
- Plusiocampa lagoi Silvestri, 1932 g
- Plusiocampa latens Conde, 1947 g
- Plusiocampa lindbergi Conde, 1956 g
- Plusiocampa lucenti Sendra & Conde, 1986 g
- Plusiocampa magdalenae Condé, 1957 g
- Plusiocampa nivea (Joseph, 1882) g
- Plusiocampa notabilis Silvestri, 1912 g
- Plusiocampa paolettii Bareth & Conde, 1984 g
- Plusiocampa pouadensis (Denis, 1930) g
- Plusiocampa provincialis Condé, 1949 g
- Plusiocampa remyi Conde, 1947 g
- Plusiocampa romana Conde, 1954 g
- Plusiocampa rudnica Blesic, 1992 g
- Plusiocampa rybaki Conde, 1956 g
- Plusiocampa sardiniana Conde, 1981 g
- Plusiocampa schweitzeri Conde, 1947 g
- Plusiocampa socia Conde, 1983 g
- Plusiocampa solerii Silvestri, 1932 g
- Plusiocampa spelaea Stach, 1929 g
- Plusiocampa strouhali Silvestri, 1933 g
- Plusiocampa suspiciosa Condé & Mathieu, 1958 g
- Plusiocampa vandeli Condé, 1947 g
- Plusiocampa vedovinii Condé, 1981 g

Fonts de les dades: i = ITIS, c = Catalogue of Life, g = GBIF, b = Bugguide.net